# Conseiller du commerce extérieur de la France
Les Conseillers du commerce extérieur de la France (ou Les CCE) sont des dirigeants d'entreprise à capitaux français en France ou à l'étranger, qui ont pour rôle de conseiller les pouvoirs publics et de favoriser l'internationalisation d'entreprises françaises. Cette mission s'exerce à titre bénévole.

## Statut
Les Conseillers du commerce extérieur de la France sont régis par le décret no 2010-663 du 17 juin 2010. Ils sont nommés pour trois ans par décret du Premier ministre sur proposition du Ministre chargé du commerce extérieur, après examen de leur demande par une commission consultative. Ils adhérent au Comité national des conseillers du commerce extérieur de la France qui est une association loi de 1901, reconnue d'utilité publique.
Ils exercent au quotidien des actions concrètes en partenariat avec les acteurs publics et privés ayant un rôle dans la promotion et l’appui à l’internationalisation des entreprises françaises .
Lorsqu'ils résident en France, ils sont placés sous l'autorité du Préfet de région et travaillent avec la Direction régionale des Entreprises, de la Concurrence, de la Consommation, du Travail et de l’Emploi (DIRECCTE), la Direction générale du Trésor, avec les Chambres de commerce et d’industrie, ainsi qu'avec les régions et leurs entités de promotion export dont ils sont les partenaires.
Lorsqu'ils travaillent à l'étranger, ils relèvent de l'Ambassadeur et des ambassades de France à l'étranger en liaison, là où elles existent, avec les Chambres de commerce et d’industrie françaises à l’étranger.
Aussi bien en France qu'à l'étranger, les CCEF sont en relations avec le Ministère de l'Europe et des affaires étrangères, la Direction générale du Trésor et l’agence Business France.

## Missions, effectifs
Ils sont investis par les pouvoirs publics de quatre missions: le conseil aux pouvoirs publics, l’appui aux entreprises, la formation des jeunes à l’international et la promotion de l’attractivité de la France .
En 2018, ils sont environ 4 500 conseillers présents dans 150 pays ou ils sont regroupés à travers un comité local .
Les conseillers ont été renouvelés pour 3 ans par arrêté du 20 février 2018, ce texte contient la liste nominative des conseillers.
Depuis le 29 juin 2023, la présidente de l'association est Sophie Sidos-Vicat , vice-présidente de la holding familiale Vicat, première femme a présider l'institution depuis 125 ans . Elle succède à Alain Bentejac qui après trois mandats avait pris la suite de Bruno Durieux en 2014 .

## Commissions

### Conseil aux pouvoirs publics
- Les CCE éclairent les décisions des pouvoirs publics[9] par leur participation régulière aux conseils stratégiques du gouvernement, des régions et auprès de nos ambassades auxquels ils transmettent leurs analyses, avis et recommandations sur les problématiques des échanges internationaux et des marchés. Une réunion trimestrielle avec le MAEDI et la Direction générale du Trésor se tient également à Paris.

### Soutien aux entreprises
- Les CCE accompagnent les entreprises dans leur développement international par le suivi dans la durée de projets structurés ou de façon plus limitée par du conseil opérationnel ou des mises en relation. Ils  contribuent aussi à la modernisation du dispositif de soutien au commerce extérieur à travers la Team France Export, la reconnaissance des Entrepreneurs Français à l'étranger (EFE)[10] ou encore France 2030[11].

### Formation à l'international
- Les CCE sensibilisent les jeunes aux métiers de l’international par des témoignages d’expérience dans les établissements d’enseignement supérieur ou par le partage de savoir-faire dans le cadre d’actions spécifiques [12]. Ils remettent chaque année un Grand prix de l’International à des jeunes issus de formation Bac+2 à Bac+5[13].

### Promotion de l'attractivité de la France
- Les CCE facilitent les décisions d’investissement sur le territoire français par les contacts qu’ils entretiennent avec les chefs d’entreprise et les autorités économiques de leur pays d’implantation. Ils mènent chaque année depuis 2015 l’Indice d’Attractivité du Territoire. Cette enquête a permis de comprendre le ressenti des investisseurs étrangers, favorisant l’aide à la décision pour les pouvoirs publics[14].

### Commissions géographiques
- Elles regroupent 8 commissions géographique autour de 150 comités dans le monde:  Europe[15], Eurasie[16],[17], Asie[18], Afrique[19], Moyen-Orient[20], Amérique du Nord [21], Amérique du Sud [22] et en France[23].

## Historique
Le corps des Conseillers du commerce extérieur (CCE) est créé en 1898. Après la défaite de Napoléon III contre l’Allemagne, et alors que la France souhaite se replier sur elle-même, y compris sur le plan commercial. À cette période les pouvoirs publics créent l’Office national du commerce extérieur; les CCE y sont rattachés, avec déjà pour mission de renforcer la place de la France à l’international. En 1903, ils sont regroupés sous le nom de «Comité du commerce extérieur»; en 1907 de «Comité des conseillers du commerce extérieur de la France» et enfin en 1912 de «Comité national des conseillers du commerce extérieur de la France». Ils sont reconnus comme établissement d'utilité publique le 9 mars 1921.
Au cours de l’histoire, les CCE ont été associés à la création de la Banque nationale française pour le Commerce extérieur (1919), ou encore à la négociation du Traité CECA (1951) et même à celle du Traité de Rome (1957). Sous leur impulsion, le CSNE (coopération du service national en entreprise) replacé aujourd'hui par le VIE (volontariat international en entreprise) est mis en place. En 1998 ils fêtent leur centenaire .
Anciens présidents: Louis-Henrique Duluc, Jacques Siegfried, Leon Barbier, Étienne Clémentel, Joseph-Honoré Ricard, Alfred Jules-Julien, Max Flechet, Pierre Blum, Paul Delouvrier, Jean Roussillon, Marc Ladreit de Lacharrière, Paul-Henri Deneuil , Georges Vaillant, Bruno Durieux  et Alain Bentejac.
Plusieurs personnalités ont marqué l'institution: Xavier de Villepin, Paulettre Brisepierre, Christian Blanckaert, Claude Revel, Jacky Deromedi, André Ferrand, Philippe Louis-Dreyfus ou encore: le géographe et cartographe Joseph Forestet André Citroën.

## Note
1. ↑  Décret du 17 juin 2010.
2. ↑  « Export : l'arme secrète des « voltigeurs » de l'ombre », sur Les Echos, 22 septembre 2005 (consulté le 12 décembre 2023)
3. ↑  « Direction générale du Trésor »
4. ↑  « Commerce extérieur - 120 ans des conseillers du commerce extérieur - Déclaration de M. Jean-Yves Le Drian, ministre de l'Europe et des affaires étrangères », sur basedoc.diplomatie.gouv.fr, 4 octobre 2018
5. ↑  Décret du 20 février 2018 portant nomination de conseillers du commerce extérieur de la France JORF n°0044 du 22 février 2018  texte n° 53  NOR: EAET1801570D
6. ↑  « PODCAST : Sophie Sidos-Vicat, vice-présidente de la holding Groupe Vicat – 12/12 », sur BFM BUSINESS (consulté le 13 décembre 2023)
7. ↑  Les Conseillers du Commerce extérieur de la France, « Communiqué de Presse »
8. ↑  Christine Gilguy, « Commerce extérieur : Alain Bentéjac s’engage pour un troisième mandat », Le Moci,‎ 14 mai 2020 (lire en ligne)
9. ↑  Assemblée nationale, « Rapport n°2301 - Annexe 21 - 15e législature », sur Assemblée nationale (consulté le 28 décembre 2023)
10. ↑  « Proposition de loi visant à reconnaître et à soutenir les entrepreneurs français à l'étranger », sur Sénat (consulté le 28 décembre 2023)
11. ↑  Christine Gilguy, « Réseau : les dix propositions des CCEF pour booster le volet export de France 2030 », sur Le Moci, 20 octobre 2023 (consulté le 14 décembre 2023)
12. ↑  « Licence pro. Un diplôme qui mène à la vie active », sur Le Télégramme, 29 août 2013 (consulté le 28 décembre 2023)
13. ↑  Christine Gilguy, « Formation / Trophées : les CCE remettent leur prix de l'international à 5 étudiants », sur Le Moci, 3 juillet 2019 (consulté le 14 décembre 2023)
14. ↑  « Relance économique et attractivité de la France », Challenge,‎ 18 mai 2020 (lire en ligne)
15. ↑  Direction générale du Trésor, « Réunion régionale des Conseillers du commerce extérieur d'Europe centrale et de l'est à Vienne, les 23 et 24 novembre 2023 », sur Direction générale du Trésor, 30 novembre 2023 (consulté le 14 décembre 2023)
16. ↑  « Routes de la soie, quelle vision française ? », BFM TV,‎ 31 octobre 2019 (lire en ligne)
17. ↑  « Jean-Jacques Hervé, conseiller au commerce extérieur : « Il faut engager une ambitieuse stratégie agricole entre l’Ukraine et l’Europe qui ferait de cette association la première puissance agricole mondiale » », Le Monde.fr,‎ 6 octobre 2023 (lire en ligne, consulté le 28 décembre 2023)
18. ↑  Christine Gilguy, « Réseau : les CCEF préparent un forum Asie - Pacifique pour doper la présence française », sur Le Moci, 20 décembre 2022 (consulté le 14 décembre 2023)
19. ↑  « Afrique économie - Les conseillers du commerce extérieur, atout français pour la reconquête des marchés africains », sur RFI, 29 août 2021 (consulté le 12 décembre 2023)
20. ↑  « Israël a accueilli son plus grand rassemblement d'acteurs économiques français », sur Les Echos, 17 janvier 2023 (consulté le 12 décembre 2023)
21. ↑  « 2ème édition du Symposium Mondial des Conseillers du Commerce extérieur », sur Consulat général de France à New York (consulté le 13 décembre 2023)
22. ↑  « Le renouveau économique du pays viendra de l’extérieur », La Croix,‎ 2 septembre 2016 (ISSN 0242-6056, lire en ligne, consulté le 13 décembre 2023)
23. ↑  Centre France, « Économie - Comment les Conseillers du commerce extérieur accompagnent les entreprises d'Auvergne qui se lancent à l’international », sur www.lamontagne.fr, 7 mars 2023 (consulté le 13 décembre 2023)
24. ↑  « Comité national des conseillers du commerce extérieur de la France », sur data.bnf.fr (consulté le 1er novembre 2020)
25. ↑  Revue Geoeconomie, « Les conseillers du commerce extérieur, gardiens et acteurs de la compétitivité de la France », 2011
26. ↑  « Les conseillers du commerce extérieur ont cent ans », sur Les Echos, 23 octobre 1998 (consulté le 12 décembre 2023)
27. ↑  « Comité national Marc LADREIT de LACHARRIERE », sur Les Echos, 24 mai 1991 (consulté le 1er novembre 2020)
28. ↑  « Comité national des conseillers Bureau exécutif », sur Les Echos, 4 octobre 1993 (consulté le 1er novembre 2020)
29. ↑  « Biographie  Georges Vaillant Industriel », sur whoswho.fr (consulté le 17 avril 2023).
30. ↑  « Une réforme des conseillers du commerce extérieur », sur Le Figaro, 5 avril 2012 (consulté le 28 décembre 2023)
31. ↑  Dossier de la Légion d'honneur de Joseph Forest, matricule N°: 111304, décret du 20 mars 1923